# Ermengol Vinaixa i Gaig
Ermengol Vinaixa i Gaig (Esplugues de Llobregat, 18 de març de 1886 – Granollers, 6 de novembre de 1954) fou un dibuixant, fotògraf i pintor. Els seus dibuixos els podem trobar a revistes com Sigronet i Pulgarcito de l'editorial Gato Negro, que posteriorment seria Editorial Bruguera. Artista molt vinculat a la ciutat de Granollers, a on viuria gran part de la seva vida, dibuixaria també per la publicació vallesana La Gralla. Les seves col·laboracions amb la publicació Orientaciones nuevas, de tendències anarquistes, el portaria a la presó durant dos anys a la fi de la Guerra Civil.